# Молекула клеточной адгезии эпителия
Молекула клеточной адгезии эпителия (англ. Epithelial cell adhesion molecule; EpCAM, CD326) — мембранный белок, молекула клеточной адезии. Опосредует Ca2+-независимую межклеточную адгезию в эпителии. EpCAM участвует в переносе сигнала, клеточной миграции, пролиферации и дифференцировке.
Кроме этого, EpCAM имеет онкогенный потенциал, т. к. может усиливать действие таких факторов, как c-myc, e-fabp и циклинов A и E. Благодаря специфической экспрессии белка исключительно в эпителии и опухолях эпителиального происхождения EpCAM может служить маркёром различных типов рака. Играет роль в развитии опухолей, метастазировании карциномы.

## Тканевая экспрессия
Белок был открыт впервые в 1979 году как доминантный поверхностный антиген карциномы толстого кишечника человека. Поскольку он широко представлен на многих карциномах, впоследствии он переоткрывался много раз, получая всякий раз новые названия. Этим объясняется большое количество синонимов EpCAM: TACSTD1, CD326, антиген 17-1A и др.
Экспрессия EpCAM не ограничена карциномой толстого кишечника, он представлен в ряде эпителиальных тканей человека, карциномах, клетках-предшественниках и стволовых клетках. Отсутствует на неэпителиальных тканях и злокачественных опухолях неэпителиального происхождения. В физиологических условиях EpCAM локализован на базолатеральной мембране всех типов эндотелия, при этом уровень экспрессии может существенно варьировать. Однако, белок отсутствует на клетках сквамозного эпителия. Так, в желудочно-кишечном тракте наименьшая экспрессия EpCAM обнаруживается в желудке, тонкий кишечник характеризуется средним уровнем экспрессии, а толстый кишечник — высоким.

## Структура
Хотя белок функционально относят к молекулам клеточной адгезии, структурно он не имеет ничего общего с другими семействами молекул клеточной адгезии, а именно кадгеринами, интегринами, селектинами и членами иммуноглобулинового суперсемейства.
EpCAM является трансмембранным гликопротеином I типа, молекулярная масса 30-40 кДа. Белок состоит из 314 аминокислот и включает один внеклеточный домен (242 аминокислоты) с EGF- и тироглобулино-подобными повторами, трансмембранный участок (23 аминокислоты) и короткий цитозольный домен (26 аминокислот).

## Функции

### Клеточная адгезия
EpCAM играет роль в гомотипической клеточной адгезии, взаимодействуя с такой же молекулой на соседней клетке, что обеспечивает межклеточное связывание за счёт внеклеточных доменов двух молекул EpCAM. Однако, межклеточные контакты, опосредуемые EpCAM, являются относительно слабыми по сравнению с контактами, обеспечиваемыми другими молекулами клеточной адгезии, такими, например, как кадгерины.
С другой стороны, EpCAM оказывает негативное влияние на кадгерин-опосредованное клеточное взаимодействие. При гиперэкспрессии EpCAM этот белок, хотя не влияет на общий уровень кадгерина в клетке, ослабляет ассоциацию кадгерина с катениновым комплексом в цитоскелете. Повышение экспрессии EpCAM снижает уровень α-катенина. Активная пролиферация в эпителиальной ткани сопровождается увеличением синтеза EpCAM, в то время как клеточная дифференцировка эпителиальных клеток — его снижением.

### Роль в онкологии
Частичный протеолиз EpCAM высвобождает внеклеточный домен в межклеточную среду, при этом внутриклеточный участок высвобождается в цитоплазму, затем образует комплекс с белками FHL2, β-катенином и Lef внутри ядра. Образовавшийся белковый комплекс связывается с ДНК и активирует транскрипцию. При этом мишенями белка являются c-myc, e-fabp и циклины A и E. Это усиливает рост опухолевых клеток. Моноклональные антитела: катумаксомаб.